# Parental Control
Parental Control is een Amerikaans gescript televisieprogramma. In het programma zijn er ouders te zien die niet gelukkig zijn met de huidige partner van hun kind. De ouders interviewen potentiële partners die strijden om een verhouding met hun kind. Na het interview gaan de twee uitgekozen partners daten met het kind en moet het kind daarna beslissen of hij of zij de huidige relatie beëindigt voor de uitgekozen partner door zijn of haar ouders. In de Verenigde Staten is het programma te zien op MTV, in Nederland op RTL 5.